# Roa (pel·lícula)
Roa és una pel·lícula dramàtica i biogràfica colombiana-argentina de 2013 dirigida i escrita per Andrés Baiz i protagonitzada per Mauricio Puentes, Catalina Sandino Moreno, Santiago Rodríguez, Rebeca López, John Alex Toro, Carlos Manuel Vesga, Arturo Goetz i César Bordón.

## Argument
La pel·lícula està basada en la vida de Juan Roa Sierra, el presumpte assassí del polític Jorge Eliécer Gaitán. FVa ser presentada com a cinta inaugural en l'edició No. 53 del Festival Internacional de Cinema de Cartagena de Indias el 2013.

## Recepció i premis
La pel·lícula ha rebut ressenyes mixtes per part de la crítica. Mauricio Laurens del diari El Tiempo li va donar una ressenya favorable referint-se al seu director com "un virtuós director amb pretensions d'autor, que dirigeix amb matisos temperamentals als seus actors i sorprèn l'espectador amb girs dramàtics".
En 2013, la pel·lícula va guanyar sis Premis Macondo, lliurats per la Acadèmia Colombiana d'Arts i Ciències Cinematogràfiques, incloent el de Millor Actor Principal.

## Repartiment
- Mauricio Puentes - Juan Roa Sierra
- Santiago Rodríguez - Jorge Eliécer Gaitán
- Catalina Sandino Moreno - María de Roa
- José Luis García Campos - Cabo
- Nicolás Cancino - El flaco
- Manuel Antonio Gómez - Plinio Mendoza Neira
- Rebeca López - Encarnación
- Julio Pachón - Andrade

## Enllaces externs
- Tràiler de la pel·lícula a YouTube